# 654. pehotni polk (Wehrmacht)
Za druge 654. polke glejte 654. polk.
654. pehotni polk (izvirno nemško Infanterie-Regiment 654) je bil eden izmed pehotnih polkov v sestavi redne nemške kopenske vojske med drugo svetovno vojno.

## Zgodovina
Polk je bil ustanovljen 15. marca 1940 kot polk 9. vala kot Landesschützen-Regiment Oberost ter dodeljen 379. pehotni diviziji.
10. julija 1940 je bil ustanovljen 654. stražni bataljon; nato pa je bil 15. avgusta istega leta polk razpuščen in osebje dodeljeno Heimatwachu.